# Tinna Gunnlaugsdóttir
Tinna Gunnlaugsdóttir, född 18 juni 1954, är en isländsk skådespelare. Hon är gift med skådespelaren Egill Ólafsson och syster till regissören Hrafn Gunnlaugsson.

## Filmografi (urval)
- 1991 – Naturens barn
- 1988 – Korpens skugga

## KÄllor
- Tinna Gunnlaugsdóttir på Internet Movie Database (engelska)
- Tinna Gunnlaugsdóttir på Svensk Filmdatabas

1. ↑  Internet Movie Database, IMDb-ID: nm0348320co0047972, läst: 9 januari 2016.[källa från Wikidata]